# 定性反応
定性反応（ていせいはんのう）とは、医薬品中に特定の元素、分子、イオンが含まれていることを確認するための試験のことで、50種類以上の物質に対してそれぞれ方法が定められている。

## 解説
方法はとても多く、物質ごとに異なる。どの物質においても利用される方法は限られており、呈色反応、沈殿の発生と色、沈殿が溶解する条件、気体の発生、におい、炎色反応などを用いて検出する。
例えばタンパク質の場合、タンパク質に含まれるペプチド結合の反応を確認すれば、間接的にタンパク質の存在を推定することができる。